# رود کاتون
رود کاتون در جمهوری آلتای و سرزمین آلتای در روسیه جریان دارد. این رود پس از پیوستن به رود بیا در ۱۹ کیلومتری بییسک، رود اب را شکل می‌دهد. طول رود کاتون ۶۸۸ کیلومتر و مساحت حوضه آبریز آن ۶۰۹۰۰ کیلومتر مربع است.
رود کاتون از یخچال طبیعی کاتون در دامنه جنوبی کوه بلوخا سرچشمه می‌گیرد. این رود در اواخر نوامبر تا اوایل دسامبر یخ می‌بندد و در ماه مه دوباره جاری می‌شود.
رود کاتون چند شاخه از جمله رود آرگوت، رود چویا و رود سما دارد و قابل کشتیرانی است.
حوضه آبریز بالادست رود کاتون از منطقه‌ای با جمعیت کم و پراکنده می‌گذرد؛ ولی از روستای کوجوس به پایین دست، جمعیت ساحل آن افزایش می‌یابد و پرجمعیت‌ترین ناحیه، پایین دست روستای اوست-سما است.